# Encyclia microbulbon
Encyclia microbulbon là một loài thực vật có hoa trong họ Lan. Loài này được (Hook.) Schltr. mô tả khoa học đầu tiên năm 1918.